# Mécistée

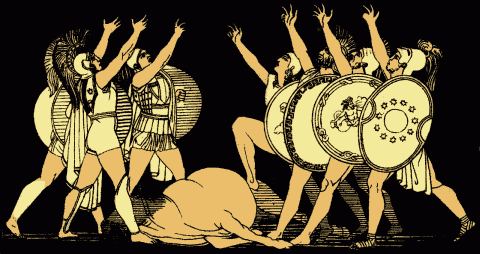
Le serment des Sept chefs, parmi lesquels Mécistée. Illustration pour l'ouvrage Stories from the Greek Tragedians d'Alfred Church, 1879.

Dans la mythologie grecque, Mécistée (en grec ancien Μηκιστεύς / Mêkisteús) est l'un des enfants du roi d'Argos, Talaos et de la reine Lysimaché. Il est par conséquent frère ou demi-frère (même père) d'Adraste. 
Son fils est Euryale. 
Mécistée participe aux jeux des funérailles d'Œdipe et y vainc tous les fils de Cadmos (chronologiquement, ce Cadmos ne peut pas être le fondateur de Thèbes). 
Mécistée figure parfois parmi les Sept, tandis que son fils Euryale est l'un des Épigones. Mécistée est tué, devant Thèbes, par Mélanippos.

## Source
- Homère, Iliade [détail des éditions] [lire en ligne] (XXIII, 677-680).

1. 1 2 3  Pierre Grimal, Dictionnaire de la mythologie grecque et romaine, Paris, Presses universitaires de France, coll. « Grands dictionnaires », 1999 (1re éd. 1951) (ISBN 2-13-050359-4)[Où ?].